# Gerhart Schreiter
Gerhart Schreiter (* 20. August 1909 in Buchholz, Erzgebirge; † 27. April 1974 in Bremen) war ein deutscher Bildhauer.

## Biografie
Schreiter absolvierte von 1924 bis 1927 eine Handwerkslehre. Er studierte von 1930 bis 1931 an der Fachschule für Edelmetall Schwäbisch Gmünd und von 1931 bis 1932 an der Kunstgewerbeschule Pforzheim. Er arbeitete in verschiedenen Werkstätten, 1933 in Frankreich und dann an verschiedenen Orten in Deutschland. Von 1935 bis 1943 besuchte er die Kunstakademie Düsseldorf und die Hochschule für Bildende Künste in Berlin.
Nach dem Zweiten Weltkrieg war Schreiter als freier Bildhauer tätig. Er erhielt mehrere Kunstpreise und war in verschiedenen Kunstausstellungen vertreten. 1956 erhielt er einen Lehrauftrag an der Kunstschule Bremen. Er wurde zum Leiter der Abteilung Plastik berufen. Er war weiterhin als Stein- und Holzbildhauer sowie Metallbildner tätig.
Der Kunststil seiner ausdrucksvollen Werke war realistisch und umfasste hauptsächlich Akte und Bauplastiken. Sein Nachlass befindet sich seit 2007 im Gerhard-Marcks-Haus, Bremen. In diesem Museum wird ein Werkverzeichnis des Künstlers vorbereitet.

## Werke

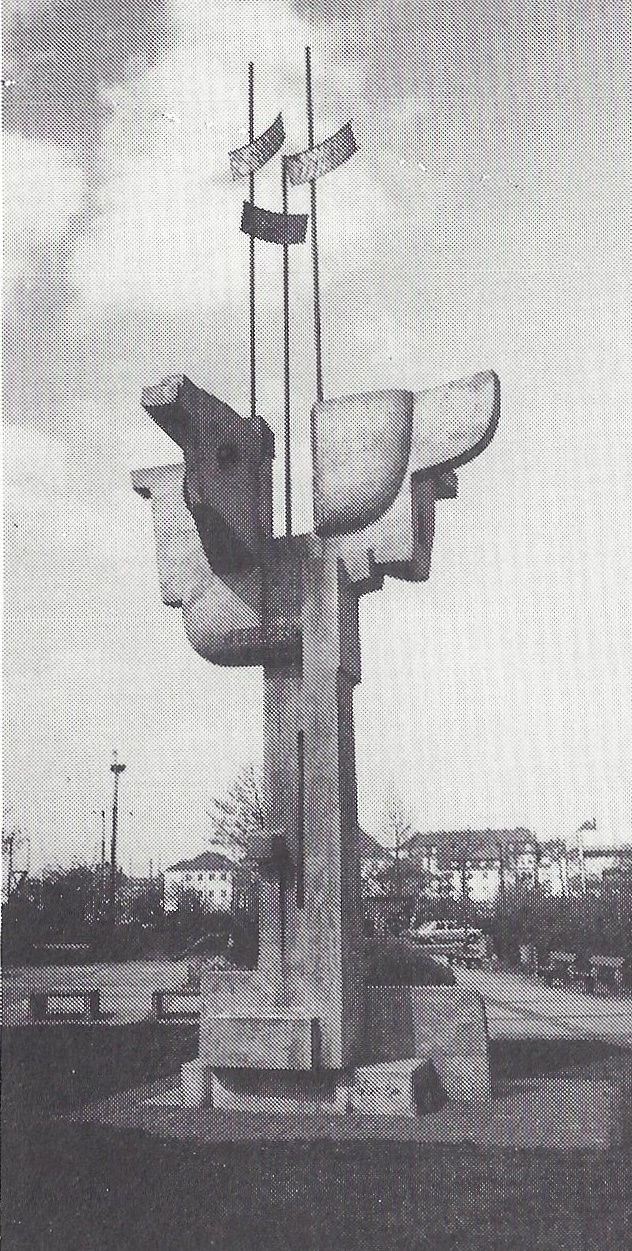
Memento maris. Die „Segel“ sind verlorengegangen.

- Gekreuzigter in Sankt Canisius, Berlin-Charlottenburg (1955)
- Geschwister an der Grundschule am Baumschulenweg in Bremen (1961)
- Ehrenmal für ausländische Tote auf dem Osterholzer Friedhof in Bremen (1965)
- Memento maris in Bremerhaven (1968)

## Auszeichnungen
- 1950: Georg-Kolbe-Preis
- 1952: Berliner Kunstpreis
- 1953: Cornelius-Preis der Stadt Düsseldorf

## Ausstellungen
- 2014: Gerhart Schreiter: Gestalter des Alltags. Gerhard-Marcks-Haus, Bremen[1]
- 1956: bei Gerd Rosen, Berlin
- 1953: Galerie „Brücke“, Bonn
- 1952: Kunstantiquariat Wasmuth, Berlin